# Дуленски Црни врх
Црни врх је један од највиших врхова на Гледићким планинама. Висина Црног врха износи 897 m, што га чини једним од највиших у целом Шумадијском округу. Црни врх се налази јужно од Крагујевца, граница између села Дулена и Бајчетине, то је граница између општина Kрагујевац и Кнић.

## Историја
Службени војни лист 1901. године помиње да се на Црном врху налази триангулацијска пирамида првог реда.